# Johan Henriksson Reuter
Johan Henriksson Reuter, adlad Rytter, 1585-1644, var en svensk militär och landshövding i Älvsborgs län. Gift 1615 med Catharina Hand (dotterdotter till Erik XIV), hade med henne fem barn.
Han började sin militära bana som ryttare. Deltog i slaget vid  Kirkholm 1605, och befordrades där till löjtnant. Han adlades 1615. Under belägringen av Riga 1621 simmade han över Düna och lyckades slå en bro över floden. Under samma belägring sköts han av en muskötkula genom munnen och ut genom kindbenet. Han blev 1630 assessor vid Krigskollegium, ståthållare på Älvsborg 1631 och på Jönköping 1633. Landshövding i Älvsborgs län 1634, kommendant i Göteborg 1634.
Med hustrun Catharina Hand, dotter till Håkan Hand och Erik XIV:s frillobarn Virginia Eriksdotter, hade han barnen Knut Rytter, Henrik Rytter, Virginia Rytter, Birgitta Rytter och Sofia Rytter.
Han ligger begraven i Levene kyrka.